# 路易吉·卡洛·法里尼
路易吉·卡洛·法里尼(Luigi Carlo Farini) (1812年10月22日—1866年8月1日) 意大利医生、政治家和历史学家。

## 生平
法里尼出生于现在的拉文纳省鲁西(Russi)。在博洛尼亚完成大学学业，参加了1831年的革命。后在鲁西当一名实习医生，但在1843年由于他的政治观点，被教皇国开除教籍。他曾先后作为热罗姆·波拿巴王子的私人医生在佛罗伦萨和巴黎旅行。庇护九世被选为教皇后，实行自由主义与民族主义倾向的政策。法里尼回到意大利，被任命为雷奇(G Recchi)的秘书长，1848年3月担任内政部部长。但他只担任一个月，与其他意大利自由派一样，他不赞成庇护九世对抗奥地利，与其它部门在4月29日辞职。后当选议会法恩扎（Faenza）议员和马米亚尼内阁的内政部秘书和公共卫生部总干事。
1849年教皇流亡盖塔（Gaeta），意大利共和国成立，庇护在军队的回到保护下回到罗马后，法里尼流亡并且定居在都灵，在那里他写了历史著作《Lo Stato Romano dal 1815 al 1850》四卷(都灵，1850)。
1851年，他被任命为达泽利奥（D'Azeglio）内阁的公共事务部长，他担任这一职务到1852年5月。作为一名议会撒丁岛人议员和记者，他坚定的支持加富尔伯爵的政策，支持皮埃蒙特参加克里米亚战争。
1859年与莫德纳公爵弗朗西斯五世的战争爆发，一个临时政府成立，法里尼作为皮埃蒙特的专员被派往莫德纳。维罗纳自由镇和约签订后返回，第二次意大利独立战争结束后。
在克服拿破仑三世的反对，通过公民投票合并皮埃蒙特后，法里尼回到都灵，国王授予他安农齐亚塔勋章（order of the Annunziata），任命他为加富尔伯爵内阁的内政部长(1860年6月)，随后总督那不勒斯，但他由于健康不佳很快辞职。加富尔死于1861年，第二年法里尼接替乌尔巴诺·拉塔齐担任首相，他努力想继续实施加富尔的政策，但由于过度劳累导致脑软化，1863年3月24日辞职。1866年在贫困中去世于热那亚夸尔托（Quarto dei Mille）。他葬在都灵，但在1878年他的遗骸被移到家乡鲁西村。
他的儿子多梅尼科·法里尼(Domenico Farini)也醉心于政治生涯，曾三次担任众议院议长和参议院议长。